# اريك هان
اريك هان (بالإنجليزية: Eric Hahn)‏ هو شخصية أعمال أمريكي، ولد في 19 مارس 1960.